# Notholirion
Notholirion ist eine Pflanzengattung in der Familie der Liliengewächse (Liliaceae). Die vier bzw. fünf Arten kommen in Südwestasien (Iran, Irak), Afghanistan, Indien, Bhutan, Nepal, Sikkim, Myanmar und China (einschließlich Tibet) vor.

## Beschreibung

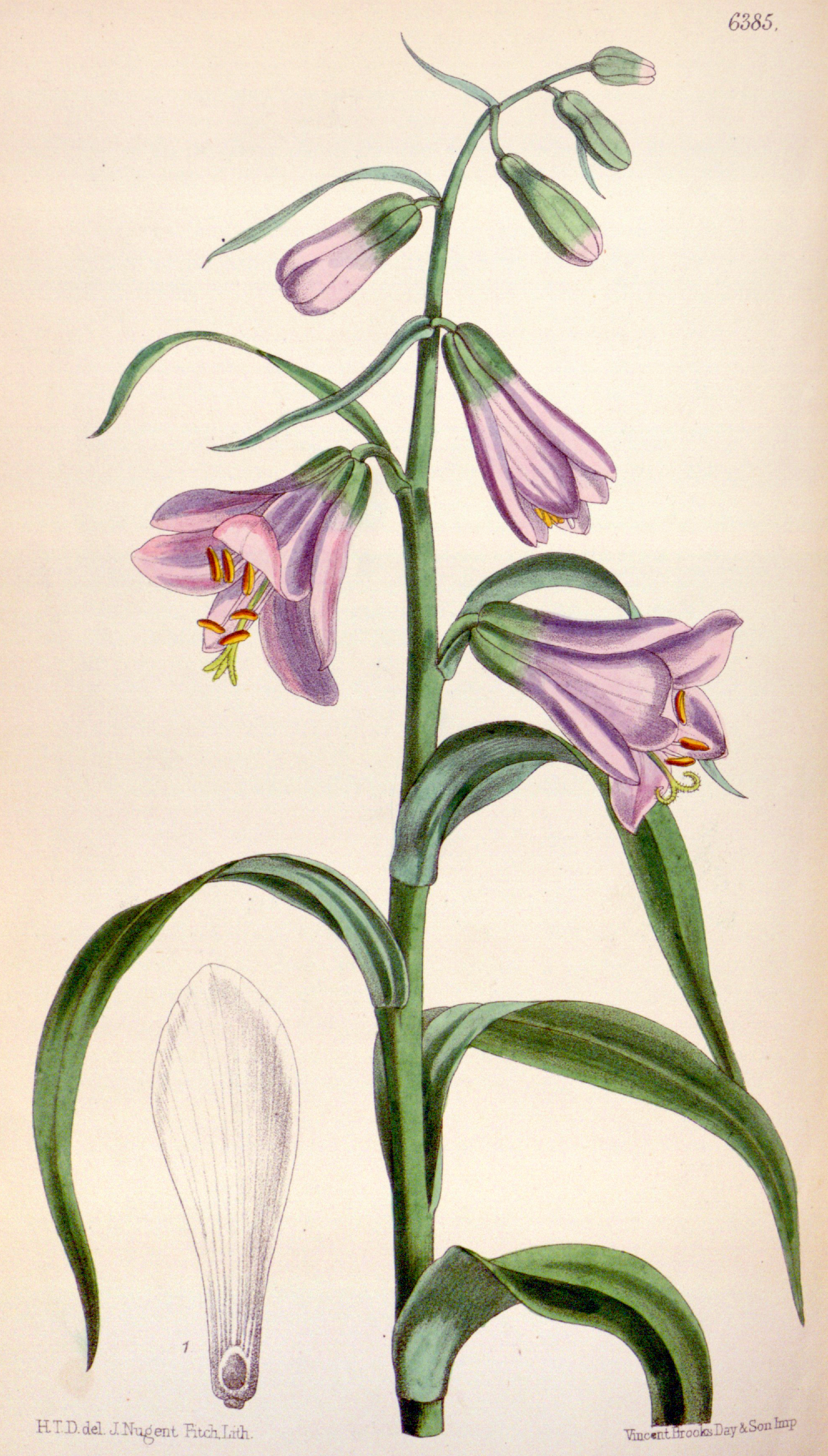
Illustration von Notholirion macrophyllum

### Vegetative Merkmale
Notholirion-Arten sind mehrjährige, krautige Pflanzen und erreichen Wuchshöhen von 60 bis 150 Zentimetern, im Falle von Notholirion macrophyllum 18 bis 30 Zentimetern. Die Zwiebeln sind schmal eiförmig bis annähernd zylindrisch und setzen sich aus den verdickten Ansätzen der bodennahen Blätter zusammen, sie werden von einer dünnen, braunen Haut geschützt. Die Wurzeln sind zahlreich, an ihrem oberen Teil bilden sich Brutzwiebelchen, diese sind eiförmig und bestehen aus mehreren, weißen Schuppen unter einer festen Schutzhaut. Notholirion-Arten sind monokarp, die Pflanzenexemplare sterben also nach der Samenbildung ab, hinterlassen aber mehrere kleine Brutzwiebeln, die wiederum nach einigen Jahren blühreif sind.

### Generative Merkmale
Pro traubenförmigen Blütenstand gibt es 2 bis 24 Blüten. Die zwittrigen Blüten sind glocken- oder schalenförmig und dreizählig. Die sechs gleichgeformten Blütenhüllblättern (Tetalen) sind blass bis stark violett gefärbt (Ausnahme: Notholirion campanulatum). Der Fruchtknoten ist dreikammerig.
Die länglichen Kapselfrüchte enthalten zahlreiche Samen. Die flachen Samen sind geflügelt.

## Vorkommen
Die Gattung Notholirion hat – mit Ausnahme der südwestasiatisch verbreiteten Notholirion koeiei – ihr Areal im Himalaya. Sie sind in Myanmar, China (drei Arten), Afghanistan, Bhutan, Indien, Nepal, Sikkim sowie Iran und Irak beheimatet.

## Systematik und Verbreitung
Die Gattung Notholirion wurde 1882 durch Nathaniel Wallich aufgestellt. Phylogenetische Untersuchungen anhand von Notholirion bulbuliferum und Notholirion macrophyllum ordneten diese als Schwestergruppe zur Gattung Cardiocrinum ein.
Es gibt je nach Autor vier oder fünf Arten:
- Notholirion bulbuliferum (Lingelsh.) Stearn
- Notholirion campanulatum Cotton & Stearn
- Notholirion koeiei Rech. f.
- Notholirion macrophyllum (D.Don) Boiss.
- Notholirion thomsonianum (Royle) Stapf